# Flecha Brabanzona 2022
La 62.ª edición de la clásica ciclista Flecha Brabanzona fue una carrera en Bélgica que se celebró el 13 de abril de 2022 sobre un recorrido de 205,1 kilómetros con inicio el municipio de Lovaina y final en la ciudad de Overijse.
La carrera formó parte del UCI ProSeries 2022, calendario ciclístico mundial de segunda división, dentro de la categoría UCI 1.Pro y fue ganada por el estadounidense Magnus Sheffield del INEOS Grenadiers. Completaron el podio, como segundo y tercer clasificado respectivamente, los franceses Benoît Cosnefroy del AG2R Citroën y Warren Barguil del Arkéa Samsic.

## Equipos participantes
En esta ocasión formaron parte de la carrera 21 equipos, 13 de categoría UCI WorldTeam y 8 de categoría UCI ProTeam. Formaron así un pelotón de 139 ciclistas de los que acabaron 61. Los equipos participantes fueron:
| WorldTeams (13)- AG2R Citroën Team - Bahrain Victorious - Bora-Hansgrohe - Cofidis - EF Education-EasyPost - Ineos Grenadiers - Intermarché-Wanty-Gobert Matériaux - Israel-Premier Tech - Lotto-Soudal - Quick-Step Alpha Vinyl - BikeExchange-Jayco - Trek-Segafredo - UAE Team Emirates ProTeams (8)- Alpecin-Fenix - Arkéa-Samsic - B&B Hotels-KTM - Bardiani-CSF-Faizanè - Bingoal Pauwels Sauces WB - Burgos-BH - Sport Vlaanderen-Baloise - Uno-X Pro Cycling Team |
| |

## Clasificación final
- La clasificación finalizó de la siguiente forma:[2]

| \| Clasificación general \| Clasificación general \| Clasificación general \| Clasificación general \| Clasificación general \| \| Ciclista \| Ciclista \| Equipo \| Tiempo \| \| \| --------------------- \| --------------------- \| ---------------------- \| --------------------- \| --------------------- \| \| 1.º \| Magnus Sheffield \| Ineos Grenadiers \| 4 h 53 min 21 s \| \| \| 2.º \| Benoît Cosnefroy \| AG2R Citroën Team \| + 37 s \| \| \| 3.º \| Warren Barguil \| Arkéa-Samsic \| + 37 s \| \| \| 4.º \| Ben Turner \| Ineos Grenadiers \| + 40 s \| \| \| 5.º \| Thomas Pidcock \| Ineos Grenadiers \| + 41 s \| \| \| 6.º \| Remco Evenepoel \| Quick-Step Alpha Vinyl \| + 41 s \| \| \| 7.º \| Michael Matthews \| BikeExchange-Jayco \| + 41 s \| \| \| 8.º \| Dylan Teuns \| Bahrain Victorious \| + 41 s \| \| \| 9.º \| Tim Wellens \| Lotto-Soudal \| + 41 s \| \| \| 10.º \| Xandro Meurisse \| Alpecin-Fenix \| + 51 s \| \| |                  |                        |                 |
| |                  |                        |                 |
| Fuente: ProCyclingStats |                  |                        |                 |
| Clasificación general |                  |                        |                 |
| Ciclista | Ciclista         | Equipo                 | Tiempo          |
| 1.º | Magnus Sheffield | Ineos Grenadiers       | 4 h 53 min 21 s |
| 2.º | Benoît Cosnefroy | AG2R Citroën Team      | + 37 s          |
| 3.º | Warren Barguil   | Arkéa-Samsic           | + 37 s          |
| 4.º | Ben Turner       | Ineos Grenadiers       | + 40 s          |
| 5.º | Thomas Pidcock   | Ineos Grenadiers       | + 41 s          |
| 6.º | Remco Evenepoel  | Quick-Step Alpha Vinyl | + 41 s          |
| 7.º | Michael Matthews | BikeExchange-Jayco     | + 41 s          |
| 8.º | Dylan Teuns      | Bahrain Victorious     | + 41 s          |
| 9.º | Tim Wellens      | Lotto-Soudal           | + 41 s          |
| 10.º | Xandro Meurisse  | Alpecin-Fenix          | + 51 s          |

## Ciclistas participantes y posiciones finales
Convenciones:
- AB: Abandono
- FLT: Retiro por llegada fuera del límite de tiempo
- NTS: No tomó la salida
- DES: Descalificado o expulsado

## UCI World Ranking
La Flecha Brabanzona otorgó puntos para el UCI World Ranking para corredores de los equipos en las categorías UCI WorldTeam, UCI ProTeam y Continental. Las siguientes tablas son el baremo de puntuación y los diez corredores que obtuvieron más puntos:
| Posición              | 1.º | 2.º | 3.º | 4.º | 5.º | 6.º | 7.º | 8.º | 9.º | 10.º | 11.º | 12.º | 13.º | 14.º | 15.º | 16.º-30.º | 31.º-40.º |
| Clasificación general | 200 | 150 | 125 | 100 | 85  | 70  | 60  | 50  | 40  | 35   | 30   | 25   | 20   | 15   | 10   | 5         | 3         |

| Clasificación |                  |                        |         |
| Posición      | Ciclista         | Equipo                 | General |
| ------------- | ---------------- | ---------------------- | ------- |
| 1.º           | Magnus Sheffield | INEOS Grenadiers       | 200     |
| 2.º           | Benoît Cosnefroy | AG2R Citroën           | 150     |
| 3.º           | Warren Barguil   | Arkéa Samsic           | 125     |
| 4.º           | Ben Turner       | INEOS Grenadiers       | 100     |
| 5.º           | Thomas Pidcock   | INEOS Grenadiers       | 85      |
| 6.º           | Remco Evenepoel  | Quick-Step Alpha Vinyl | 70      |
| 7.º           | Michael Matthews | BikeExchange-Jayco     | 60      |
| 8.º           | Dylan Teuns      | Bahrain Victorious     | 50      |
| 9.º           | Tim Wellens      | Lotto Soudal           | 40      |
| 10.º          | Xandro Meurisse  | Alpecin-Fenix          | 35      |